# Temporada 1983-84 de los Kansas City Kings
La temporada 1983-84 fue la trigésimo sexta de los Kings en la NBA, y la duodécima en Kansas City. La temporada regular acabó con 45 victorias y 37 derrotas, ocupando el octavo puesto de la Conferencia Oeste, clasificándose para los playoffs, en los que cayeron en primera ronda ante Los Angeles Lakers.

## Elecciones en elDraft
| Ronda | Puesto | Jugador       | Posición  | Nacionalidad   | Universidad    |
| ----- | ------ | ------------- | --------- | -------------- | -------------- |
| 1     | 13     | Ennis Whatley | Base      | Estados Unidos | Alabama        |
| 2     | 38     | Chris McNealy | Ala-Pívot | Estados Unidos | San Jose State |
| 7     | 152    | Dane Suttle   | Escolta   | Estados Unidos | Pepperdine     |

## Temporada regular
| División Atlántico  | División Atlántico | División Atlántico | División Atlántico | División Atlántico | División Atlántico | División Atlántico | División Atlántico | División Atlántico |
| Equipo              | G                  | P                  | %                  | PD                 | Casa               | Fuera              | Div                |                    |
| ------------------- | ------------------ | ------------------ | ------------------ | ------------------ | ------------------ | ------------------ | ------------------ | ------------------ |
| y-Utah Jazz         | 45                 | 37                 | .549               | –                  | 31–10              | 14–27              | 15–15              |                    |
| x-Dallas Mavericks  | 43                 | 39                 | .524               | 2                  | 31–10              | 12–29              | 19–11              |                    |
| x-Denver Nuggets    | 38                 | 44                 | .463               | 7                  | 27–14              | 11–30              | 16–14              |                    |
| x-Kansas City Kings | 38                 | 44                 | .463               | 7                  | 26–15              | 12–29              | 16–14              |                    |
| San Antonio Spurs   | 37                 | 45                 | .451               | 8                  | 28–13              | 9–32               | 14–16              |                    |
| Houston Rockets     | 29                 | 53                 | .354               | 16                 | 21–20              | 8–33               | 9–21               |                    |

## Playoffs

### Primera ronda
Los Angeles Lakers vs. Kansas City Kings 
| Fecha       | Partido                                       | Ciudad      |
| ----------- | --------------------------------------------- | ----------- |
| 18 de abril | Los Angeles Lakers 116, Kansas City Kings 105 | Los Ángeles |
| 20 de abril | Los Angeles Lakers 109, Kansas City Kings 102 | Los Ángeles |
| 22 de abril | Kansas City Kings 102, Los Angeles Lakers 108 | Kansas City |
|             | Los Angeles Lakers gana las series 3-0        |             |

## Estadísticas
| Rk | Jugador          | Edad | P  | PT | MP   | TC  | TCI  | %TC  | T3  | T3I | %T3  | TL  | TLI | %TL  | RO  | RD  | RT  | AS  | RB  | TAP | BP  | FP  | PTS  |
| -- | ---------------- | ---- | -- | -- | ---- | --- | ---- | ---- | --- | --- | ---- | --- | --- | ---- | --- | --- | --- | --- | --- | --- | --- | --- | ---- |
| 1  | Eddie Johnson    | 24   | 82 | 82 | 35.6 | 9.2 | 18.9 | .485 | 0.2 | 0.8 | .313 | 3.3 | 4.0 | .810 | 2.0 | 3.5 | 5.5 | 3.6 | 0.9 | 0.3 | 2.6 | 3.2 | 21.9 |
| 2  | Larry Drew       | 25   | 73 | 73 | 32.4 | 6.5 | 14.1 | .462 | 0.0 | 0.1 | .300 | 3.3 | 4.3 | .776 | 0.5 | 1.5 | 2.0 | 7.6 | 1.7 | 0.1 | 2.7 | 2.3 | 16.4 |
| 3  | Reggie Theus     | 26   | 30 | 30 | 29.9 | 5.7 | 12.9 | .438 | 0.1 | 0.9 | .148 | 4.3 | 5.8 | .751 | 1.0 | 1.8 | 2.8 | 7.0 | 1.0 | 0.3 | 3.2 | 3.1 | 15.8 |
| 4  | Mark Olberding   | 27   | 81 | 81 | 26.7 | 3.1 | 6.2  | .494 | 0.0 | 0.0 | .000 | 3.2 | 3.9 | .821 | 1.5 | 4.0 | 5.5 | 2.4 | 0.6 | 0.3 | 2.0 | 3.6 | 9.4  |
| 5  | Mike Woodson     | 25   | 71 | 12 | 25.9 | 5.5 | 11.5 | .477 | 0.0 | 0.1 | .250 | 3.5 | 4.3 | .818 | 0.9 | 1.6 | 2.5 | 2.5 | 1.2 | 0.4 | 1.6 | 2.5 | 14.5 |
| 6  | Billy Knight     | 31   | 75 | 39 | 25.1 | 4.8 | 9.7  | .491 | 0.1 | 0.2 | .286 | 3.2 | 3.8 | .859 | 1.2 | 2.2 | 3.4 | 2.1 | 0.7 | 0.1 | 2.1 | 1.6 | 12.8 |
| 7  | LaSalle Thompson | 22   | 80 | 38 | 23.9 | 4.2 | 8.0  | .523 | 0.0 | 0.0 |      | 2.0 | 2.8 | .717 | 3.3 | 5.6 | 8.9 | 1.1 | 0.9 | 1.8 | 2.1 | 4.1 | 10.3 |
| 8  | Joe Meriweather  | 30   | 73 | 31 | 20.6 | 2.6 | 5.0  | .532 | 0.0 | 0.0 |      | 1.3 | 1.7 | .764 | 1.5 | 3.3 | 4.8 | 0.7 | 0.5 | 0.8 | 1.1 | 3.4 | 6.6  |
| 9  | Dave Robisch     | 34   | 8  | 0  | 20.3 | 2.3 | 6.0  | .375 | 0.0 | 0.0 |      | 1.4 | 1.6 | .846 | 1.5 | 2.1 | 3.6 | 0.8 | 0.4 | 0.1 | 0.0 | 1.9 | 5.9  |
| 10 | Steve Johnson    | 26   | 50 | 12 | 17.9 | 3.8 | 6.8  | .553 | 0.0 | 0.0 |      | 2.0 | 3.5 | .571 | 1.9 | 3.2 | 5.0 | 1.3 | 0.4 | 1.0 | 2.1 | 3.8 | 9.6  |
| 11 | Don Buse         | 33   | 76 | 10 | 17.5 | 2.0 | 4.6  | .426 | 0.2 | 0.8 | .305 | 0.8 | 1.1 | .788 | 0.4 | 1.1 | 1.5 | 4.0 | 1.1 | 0.0 | 1.1 | 0.8 | 5.0  |
| 12 | Ed Nealy         | 23   | 71 | 1  | 13.5 | 0.9 | 1.8  | .500 | 0.0 | 0.0 |      | 0.7 | 0.8 | .800 | 1.0 | 2.1 | 3.1 | 0.7 | 0.6 | 0.1 | 0.5 | 1.9 | 2.5  |
| 13 | Kevin Loder      | 24   | 10 | 0  | 13.3 | 1.9 | 4.3  | .442 | 0.1 | 0.3 | .333 | 0.9 | 1.3 | .692 | 0.7 | 1.1 | 1.8 | 1.4 | 0.3 | 0.5 | 1.1 | 1.5 | 4.8  |
| 14 | Dane Suttle      | 22   | 40 | 1  | 11.7 | 2.7 | 5.4  | .509 | 0.0 | 0.1 | .000 | 1.0 | 1.2 | .851 | 0.5 | 0.6 | 1.2 | 1.2 | 0.5 | 0.0 | 0.8 | 1.2 | 6.5  |
| 15 | Larry Micheaux   | 23   | 39 | 0  | 8.5  | 1.3 | 2.3  | .544 | 0.0 | 0.0 |      | 0.5 | 1.0 | .538 | 1.0 | 1.9 | 2.9 | 0.5 | 0.5 | 0.3 | 0.5 | 1.2 | 3.1  |